# 101-14 Millardet et de Grasset
Die Rebsortenunterlage 101-14 Millardet et de Grasset gehört zur Gruppe der Vitis rupestris × Vitis-riparia-Kreuzungen. Sie ist eine spezielle Unterlage für salzhaltige Böden. Sie ist trockenheitsempfindlich und wenig kalkverträglich.

## Abstammung
Kreuzung aus Vitis rupestris × Vitis riparia von Pierre-Marie Alexis Millardet und Charles de Grasset, Frankreich, 1882.
Diese Unterlage entstammt der Kreuzungsreihe »101«, welche von Alexis Millardet an der Universität Bordeaux, im Jahre 1882 durchgeführt wurde. Als Kreuzungseltern benutzte er Vitis Rupestris als Mutter- und Vitis Riparia als Vatersorte. Hieraus erhielt er 21 Sämlinge, deren Nachkommen bis 1892 als Mischsatz auf den von Charles de Grasset zur Verfügung gestellten Rebflächen weitervermehrt wurden. Daraus selektionierte Prosper Gervais dann im Jahre 1893 die »101-14«, die sich als beste Unterlage dieser Kreuzungsreihe erwies.

## Ampelografische Merkmale
- Triebspitze: geschlossen – halboffen, hellgrüne Oberseite, Unterseite wollige Behaarung
- Junges Blatt: etwas kupferfarben, glatte Blattoberseite
- Ausgewachsenes Blatt: mittelgroß bis groß, herzförmig, glatt, matt, gelblichgrün, leicht wellig mit angedeuteter Dreilappung, Blattzahnung spitzbogig, mittelgroß, Blattrand oben und unten kahl, Hauptadern blattunterseitig behaart, Stielbucht: weit geöffnet, u-förmig, Blattstiel rot, gerippt, leicht behaart
- Triebe: glatt, unbehaart, gerieft mit rotvioletter Färbung, relativ kurze Internodien
- Blüte: weiblicher Scheinzwitter
- Traube: klein, mit schwarzen, rundlichen Beeren

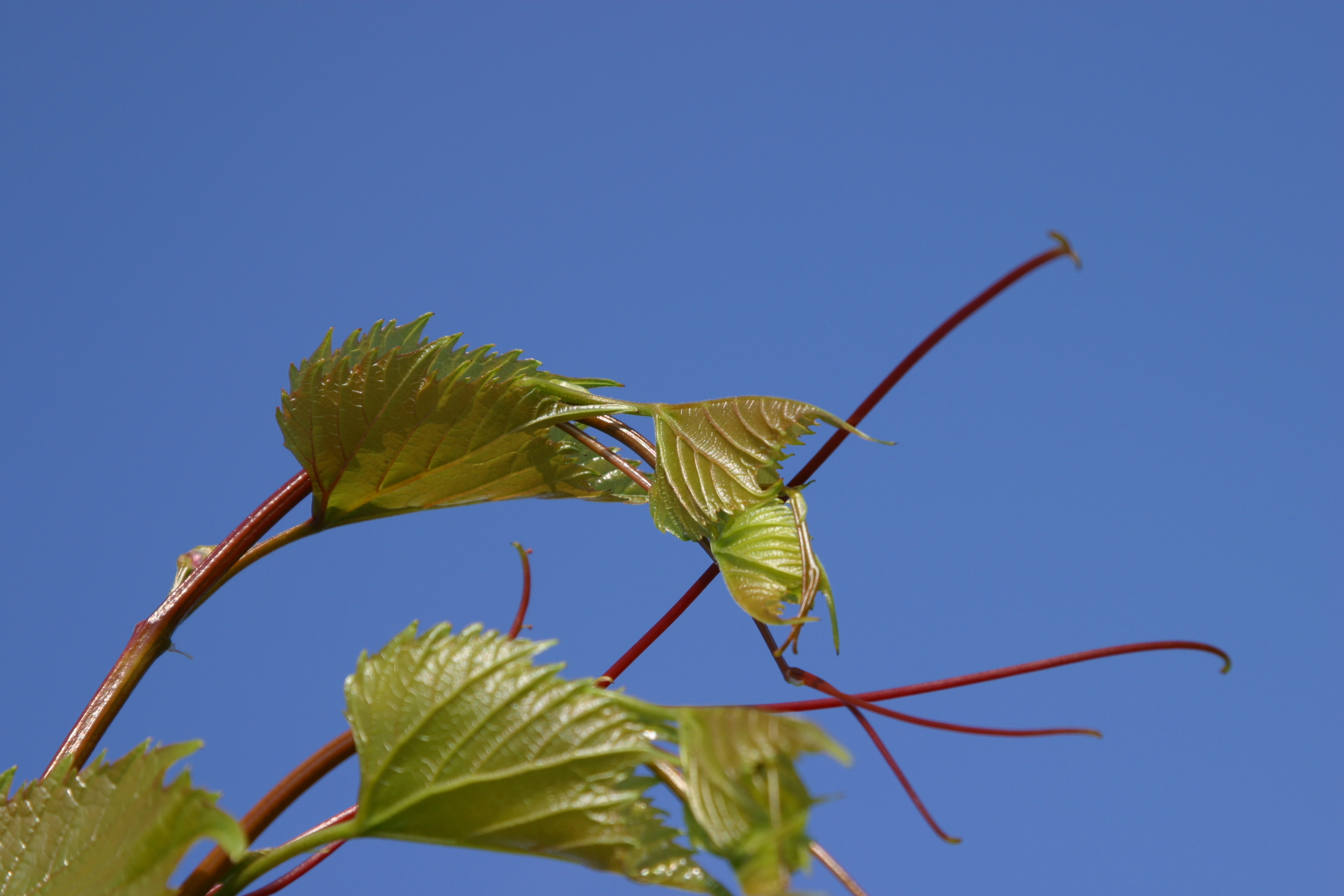
Triebspitze
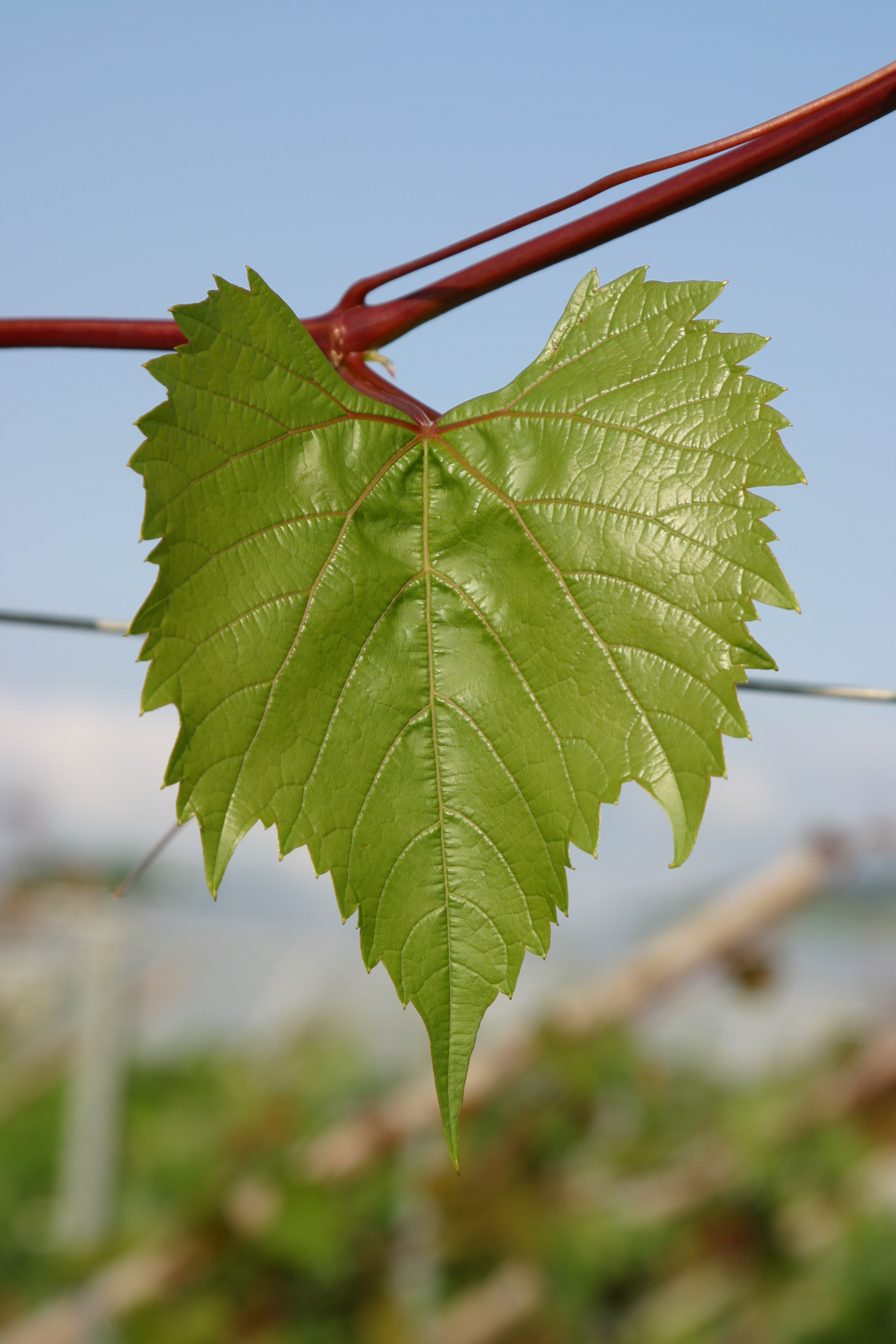
Junges Blatt
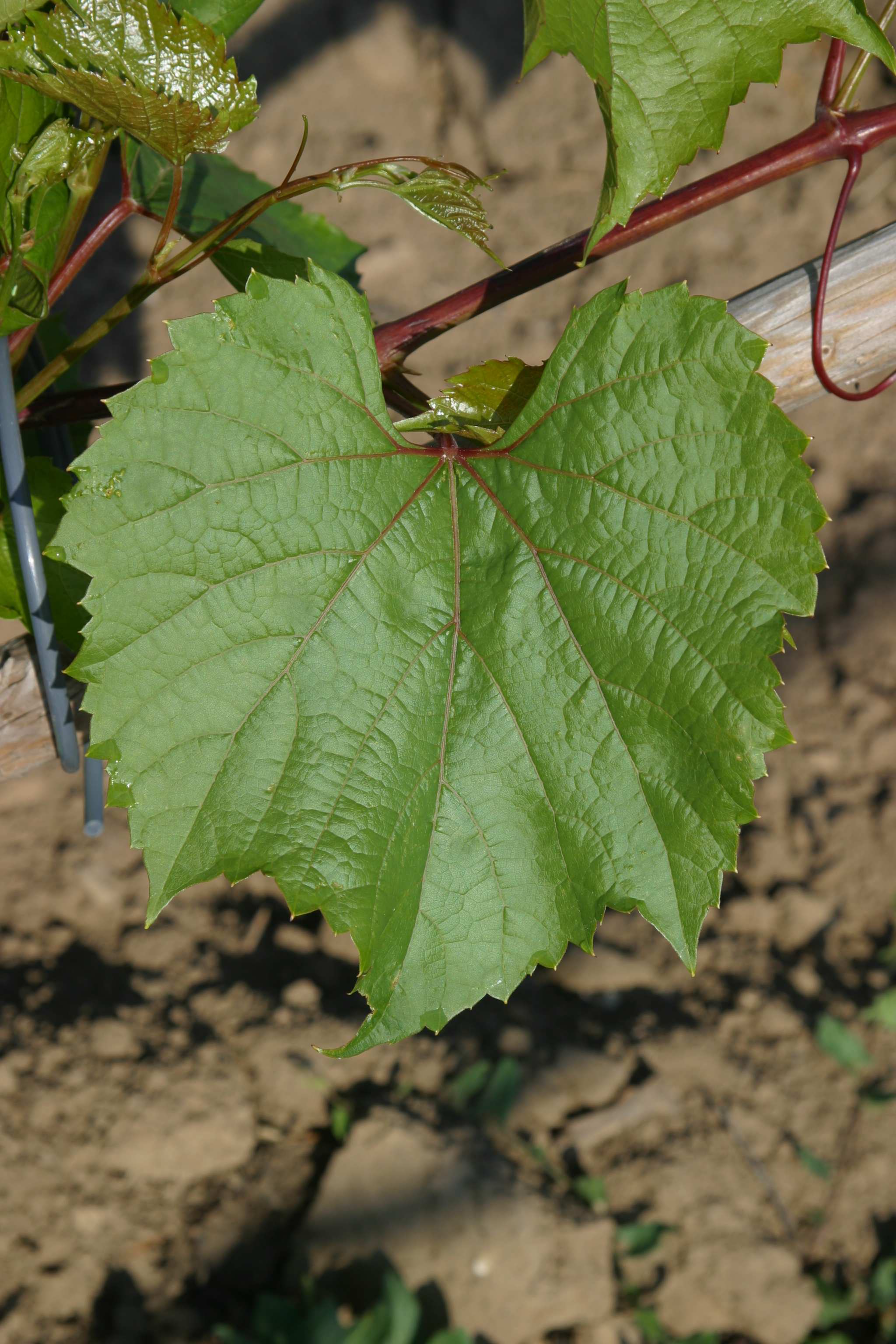
Blatt
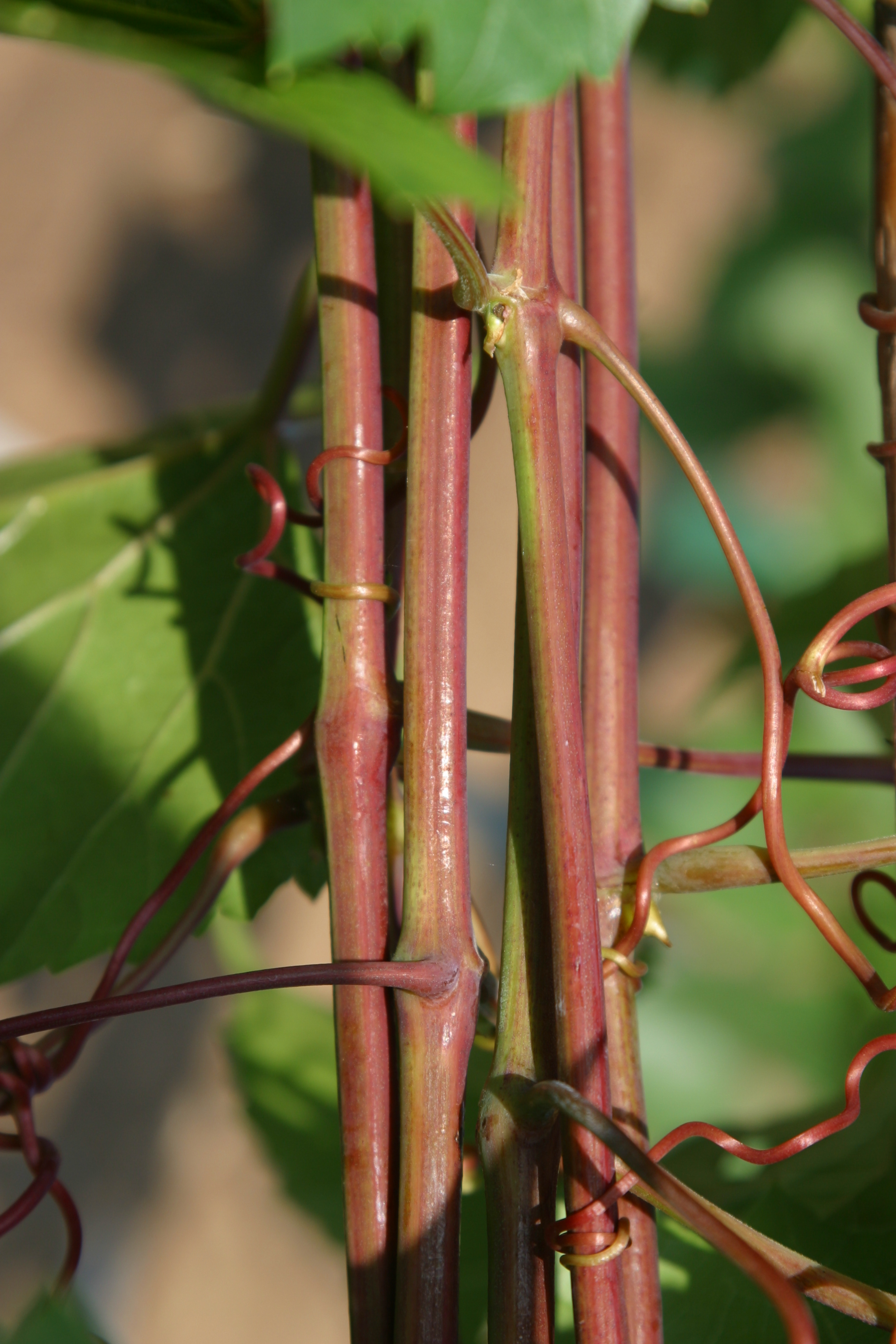
Triebe
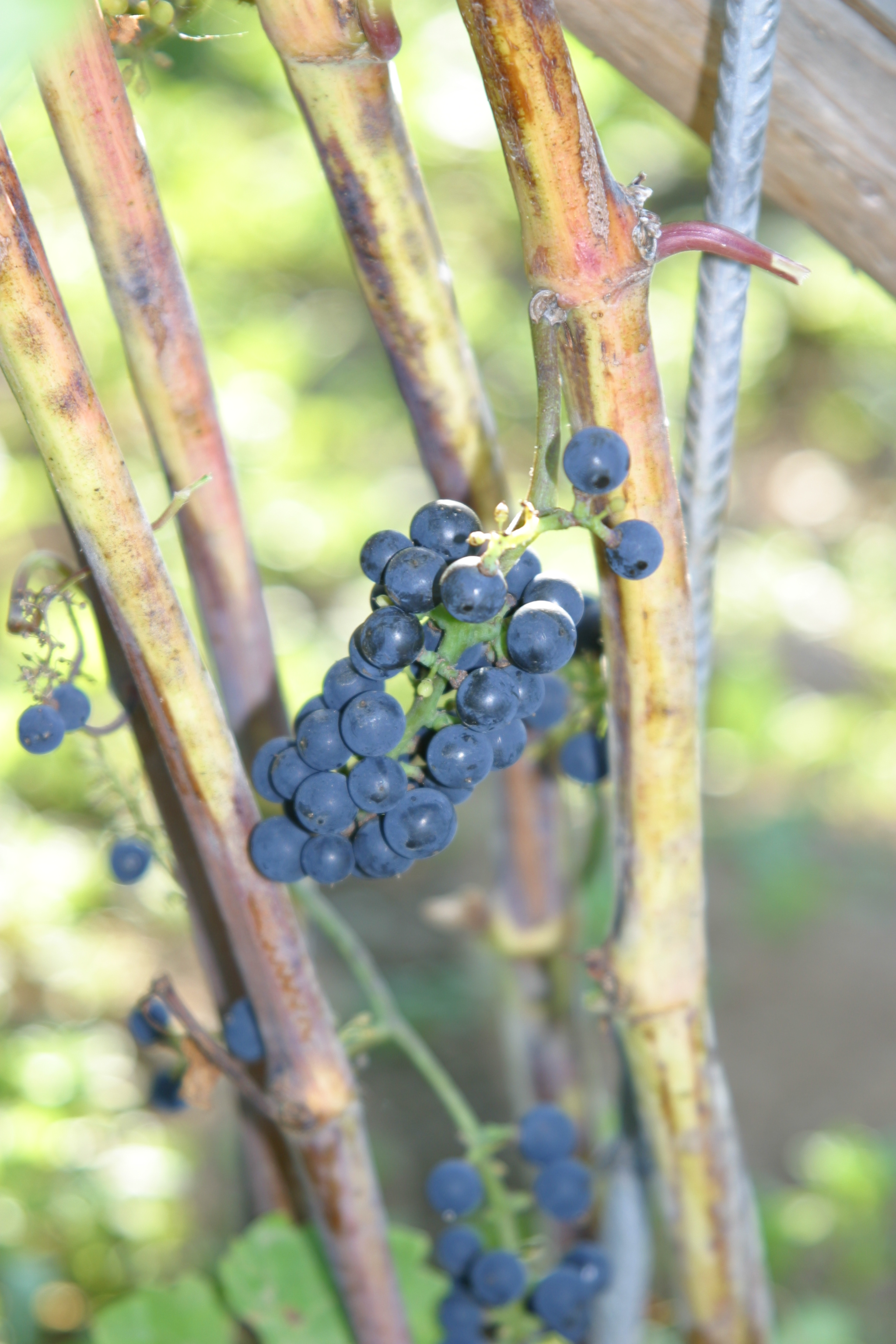
Traube

## Eigenschaften – Verwendung
Sie besitzt einen schwachen bis mittelstarken Wuchs. Sie verfrüht die Traubenreife und ist tolerant gegen Staunässe im Frühjahr. Sie ist sehr trockenheitsempfindlich und wenig kalkverträglich und besitzt eine sehr geringe Widerstandsfähigkeit gegen die Wurzelreblaus.
Sie ist gut geeignet als Unterlagsrebe für salzhaltige Böden, auch für tonhaltige fruchtbare Böden in frühen, nicht zu trockenen Lagen.

## Synonyme
Bezeichnungen für die Sorte enthalten die Nummer „101- 14“ und oft eine Abkürzung „MG“, „MGT“ oder die Kreuzungsbezeichnung aus Riparia und Rupestris in verschiedenen Schreibweisen.